# Axe de la résistance
 (octobre 2023).
Si vous disposez d'ouvrages ou d'articles de référence ou si vous connaissez des sites web de qualité traitant du thème abordé ici, merci de compléter l'article en donnant les références utiles à sa vérifiabilité et en les liant à la section « Notes et références ».
L'Axe de la Résistance (en persan : محور مقاومت, romanisé : mehvar–e moqâvemat ; en arabe : محور المقاومة, romanisé : miḥwar al-muqāwamah) est une alliance politique et militaire informelle entre l'Iran, la Syrie, et divers mouvements armés en Palestine (Jihad islamique palestinien, Hamas, FPLP-CG), au Liban (Hezbollah, PSNS), en Irak (Hachd al-Chaabi), en Afghanistan (Division des Fatimides) et au Yémen (Houthis). La majorité de ces organisations sont chiites ou non-confessionnelles, mais certaines d'entre elles sont sunnites ou chrétiennes.
L'Axe de la résistance se décrit comme une alliance anti-impérialiste visant à résister aux États-Unis et à Israel au Moyen-Orient. Elle s'est également opposée aux monarchies du Golfe, alliées des Etats-Unis, jusqu'à la normalisation des relations entre l'Arabie saoudite et l'Iran en 2023 et les négociations de paix entre les Houthis et les Saoudiens pour mettre un terme à la guerre au Yémen, ainsi qu'à l'organisation Etat islamique.
L'Iran a commencé, dès la révolution islamique de 1979, à soutenir des mouvements révolutionnaires chiites au Moyen-Orient, tout particulièrement le Hezbollah après l'invasion israélienne du Liban en 1982 et des milices irakiennes opposées au régime de Saddam Hussein durant la guerre Iran-Irak.
L'Axe de la résistance ne commence réélement à se structurer qu'après l'invasion américaine de l'Irak en 2003 et les menaces américaines de guerre contre l'Iran, présenté comme un maillon de « l'axe du mal ». Pour Téhéran, l'Axe de la résistance constitue une alliance dissuasive visant à éviter une attaque américaine ou israélienne contre le pays.
La puissance de l'Axe de la résistance réside dans le fait qu'il s'agit d'une alliance informelle, que les groupes paramilitaires non-gouvernementaux soient autonomes, souvent démultipliés (une cinquantaine de groupes existent seulement en Irak), assez entraînés au combat fantassin (parfois plus puissants que les armées nationales de leurs pays respectifs). Enfin, bien que soutenus par l'Iran, ces groupes armés sont largement autosuffisants.

## Histoire
Le terme est introduit en 2002 en réponse à l'affirmation du président américain George W. Bush selon laquelle l'Iran, l'Irak et la Corée du Nord formaient un « axe du mal ». Le journal libyen Al-Zahf Al-Akhdar publie alors un article intitulé « L'axe du mal ou l'axe de la résistance », où il affirme que « le seul dénominateur commun entre l'Iran, l'Irak et la Corée du Nord est leur résistance à l'hégémonie américaine ». Le journal iranien Jomhuri-ye Eslami adopte le terme en référence à l'insurrection chiite en Irak, écrivant en 2004 que « si la ligne des chiites d'Irak a besoin d'être connectée, unifiée et consolidée, cette unité doit être réalisée dans l'Axe de la Résistance et la lutte contre les occupants ».
En 2006, le ministre palestinien de l'Intérieur, Saïd Saïm, utilise l'expression lors d'une interview sur la chaîne de télévision Al-Alam pour désigner des objectifs politiques communs parmi les Arabes par opposition à ceux d'Israël et des États-Unis. Soulignant le grand nombre de réfugiés palestiniens en Syrie, Saïd Saïd avance que « la Syrie est aussi un pays arabe islamique et est également dans le collimateur des Américains et des sionistes. Par conséquent, nous voyons dans la Syrie, l'Iran, le Hezbollah et le Hamas un axe de résistance face à ces pressions. ».
En 2012, pour Ali Akbar Velayati, conseiller principal pour les affaires étrangères du chef suprême de l'Iran :

« La chaîne de résistance contre Israël de l'Iran, de la Syrie, du Hezbollah, du nouveau gouvernement irakien et du Hamas passe par l'autoroute syrienne… La Syrie est l'anneau d'or de la chaîne de résistance contre Israël. »

Le terme « axe de résistance » a été utilisé dès août 2010. En août 2012 lors d'une rencontre entre le président syrien Bachar el-Assad et le secrétaire du Conseil suprême de sécurité nationale iranien, Saïd Jalili, concernant la guerre civile syrienne, ce dernier déclare :

« Ce qui se passe en Syrie n'est pas une question interne, mais un conflit entre l'axe de la résistance et ses ennemis dans la région et dans le monde. L'Iran ne tolérera, sous aucune forme, la rupture de l'axe de la résistance, dont la Syrie fait intrinsèquement partie. »

Avec l'intensification de la participation du Hezbollah à la guerre civile syrienne après 2013, la coalition devient explicitement khomeiniste et baasiste, le régime d'Assad devenant redevable de l'Iran pour sa survie. Aliénés par des politiques sectaristes, les islamistes sunnites tels que les Frères musulmans et le Hamas commencent à s'opposer publiquement à l'Iran et au Hezbollah et s'alignent plus étroitement sur la Turquie et le Qatar, pays qui sont engagés dans une compétition géopolitique avec l'Iran,.
La Russie et la Chine ont également été considérées par l’Iran comme faisant partie de l’alliance, en raison de leur position politique anti-occidentale et de leurs relations essentiellement positives avec l’Iran et la Syrie.
Les conflits qui engloutissent le Moyen-Orient en 2023-2024, à commencer par l'attaque menée par le Hamas contre Israël le 7 octobre, ont gravement affaibli l'Axe de la Résistance et la stratégie qui le sous-tend.Le réseau a subi des coups majeurs, notamment l'effondrement du Hamas en tant que force efficace. De plus, la chute du président syrien Bachar al-Assad a encore perturbé le réseau en rompant le croissant chiite. Toutefois, les Houthis et les groupes en Irak restent intacts en décembre 2024 et les Houthis ont acquis une popularité mondiale, y compris parmi des opposants traditionnel de l'Iran dans le monde musulman.

## Analyse
Selon Marisa Sullivan, le programme de l'Axe repose sur trois piliers principaux ; objectif régional partagé de préserver le régime d'Assad, de maintenir l'accès aux approvisionnements en armes et en argent de l'Iran et d'empêcher un gouvernement à majorité sunnite d'arriver au pouvoir en Syrie,. La minorité dirigeante jusqu'en 2024 de la Syrie était principalement composée d'alaouites, qui sont une branche de l'islam chiite, qui est également la religion majoritaire de l'Iran. Ce parcours commun en fait des alliés stratégiques sur divers sujets, dont celui de la défense. Le Front populaire de libération de la Palestine, bien que marxiste-léniniste, est généralement considéré comme faisant partie de l'Axe de la Résistance et reçoit le soutien de l'Iran. Le mouvement islamiste palestinien sunnite Hamas est parfois aussi considéré comme faisant partie de l'axe en raison de son opposition à Israël et aux États-Unis. Cependant, en mars 2012, le groupe retire son quartier général de Damas et apporte son soutien à l'opposition syrienne anti-Assad.

## Membres, objectifs, courants idéologiques et alliés
L'axe a été décrit comme modifiant « l'équilibre stratégique au Moyen-Orient », une partie aidant le gouvernement syrien de Bachar el-Assad à rester au pouvoir et en soutenant ses forces contre les rebelles syriens[réf. nécessaire] tandis que d'autres sympathisaient avec la rébellion syrienne. Les élites du parti Baas syrien anciennement au pouvoir étaient principalement composées d'Alaouites, qui sont une branche du chiisme duodécimain, qui est également la branche majoritaire d'Iran sous la forme jafarite. Ce contexte commun en a fait des alliés stratégiques sur diverses questions, dont la défense, contre Saddam Hussein à la base, puis contre les régimes arabes pro-saoudiens et pro-américain puis les salafistes djihadistes d'Al-Qaïda et de Daech.
Bien que l'Axe de la Résistance soit composé principalement de factions islamistes chiites et auparavant de baasistes laïcs affiliés à Damas (toutefois très critiqué en internes), le Front populaire de libération de la Palestine, une formation marxiste-léniniste laïque, est généralement considéré comme faisant partie de l'Axe de la Résistance et reçoit le soutien de l'Iran.
L'alliance irano-syrienne formée en 1979 (à l'origine contre Saddam Hussein) est d'une grande importance pour l'émergence et la continuité de l'axe de résistance. Les deux pays se trouvent dans des endroits clés du Moyen-Orient et ont influencé la politique du Moyen-Orient au cours des trois dernières décennies. En outre, l'alliance était considérée comme durable, puisqu'elle a duré 34 ans "en dépit des nombreux défis auxquels elle a été confrontée et des tensions périodiques dans les relations"[réf. nécessaire] jusqu'à la chute du régime syrien et le dévoilement des tensions internes.

## Dissensions internes

### Hostilité et critique envers le régime syrien
La Syrie a historiquement contribué indirectement à l'Axe de la Résistance en tant que facilitateur, avec des variations notables d'intensité - par exemple, comparez son rôle important en 2006 à son rôle diminué en 2023-24. Il est également important de noter qu'avec la campagne de bombardement d'Israël et les opérations de pagers meurtrières contre le Hezbollah à l'automne 2024, ainsi que ses bombardements massifs en Syrie des ressources militaires syriennes et iraniennes, y compris les voies de transport, l'utilité de la « cheville ouvrière » syrienne ou du « pont » pour l'Axe a été considérablement diminuée.
L'utilité du régime pour la résistance a diminué de plus en plus au fil du temps. Divers rapports et signaux indiquent que ses propres partenaires, l'Iran et le Hezbollah, sont de plus en plus frustrés par Bachar Al-Assad, qu'ils considèrent de plus en plus comme un fardeau et un poids mort.
Le régime syrien de Bachar el-Assad a été une source de tension interne. La plupart des factions chiites, surtout irakiennes, sont fondamentalement anti-baasistes car ces factions sont avant tout issus de l'opposition au parti Baas irakien et subissaient la répression féroce de Saddam Hussein. Ces groupes ne faisaient aucune différence entre le baasisme saddamiste et assadiste.
La majorité des groupes palestiniens sont restés neutres durant la guerre civile syrienne, toutefois, le Hamas a soutenu l'opposition syrienne en 2012.
En 2017, Moqtada al-Sadr, allié de l'Iran tout en étant opposé à son hégémonie en Irak, a appelé au départ de Bachar el-Assad après l'utilisation d'armes chimiques : « Il serait juste que le président Bachar al-Assad démissionne (...), et évite au cher peuple de Syrie le fléau de la guerre et l'oppression des terroristes ».
Après la chute du régime Assad en 2024, plusieurs groupes de l'Axe ont dévoilé le double jeu du régime d'Assad. Les Houthis ont dévoilé que le régime syrien, alors en voie de normalisation avec les pays de la région, ont expulsé leurs représentations diplomatiques en faveur de l'Arabie saoudite. Le Hezbollah et les Houthis ont essayé d'ouvrir un front pour attaquer le plateau du Golan occupé par Israël depuis 1967, ce qui aurait été refusé par Assad. Le Hamas a salué les rebelles syriens après la chute de Bachar el-Assad.
Une chaîne d'information associée au groupe armé chiite irakien Asaib Ahl al-Haq a publié un reportage lequel Assad était présenté aux côtés d'autres membres du « parti criminel Baas », dont l'ancien dirigeant irakien Saddam Hussein et Michel Aflak.

### Première guerre civile libyenne
Un autre point de discorde entre le régime syrien et les factions chiites avec l'Iran est la question de la première guerre civile libyenne.
Le Hezbollah et son secrétaire général Hassan Nasrallah ainsi que son allié libanais du Mouvement Amal ont ouvertement soutenus les rebelles libyens, et le monde chiite en général qui n'a pas oublié la disparition du leader chiite libanais Moussa Sader en 1978 alors qu'il rendait visite à Khadafi. Position qui contraste fortement avec celle du régime d'Assad qui soutenait Mouammar Kadhafi en sous-main.
Le président iranien de l'époque Mahmoud Ahmadinejad a condamné les actions du gouvernement lybiens contre la rébellion libyenne et a exprimé son soutien aux rebelles libyens.

### Hostilité envers la Russie
Certains groupes de l'Axe de la résistance sont aussi hostile envers la fédération de Russie, mais pas autant qu'envers les États-Unis qui restent la principale puissance hégémonique extérieure à la région.
En septembre 2021, la Russie a arrêté un dissident azerbaïdjanais chiite appelé Faleq Valiyev membre du Mouvement de résistance islamique d'Azerbaïdjan opposé au régime d'Ilham Aliyev exilé en Russie avant de le remettre aux autorités azerbaïdjanaise,.
L'ancien président iranien Mahmoud Ahmadinejad a contredit la politique pro-russe du gouvernement d'Ebrahim Raïssi lors de l'invasion de l'Ukraine par la Russie et a soutenu les ukrainiens contre la «guerre satanique» menée par Vladimir Poutine. Le 2 mars 2022, Ahmadinejad a exprimé son soutien à l'Ukraine et au président ukrainien Volodymyr Zelenskyy lors de l' invasion russe de l'Ukraine en 2022. Sur Twitter, il a déclaré que l'Iran se tenait aux côtés de l'Ukraine et a exprimé son admiration pour la résistance ukrainienne tout en affirmant que « la résistance a découvert les complots sataniques des ennemis de l'humanité ». Il a également averti le président russe Vladimir Poutine que s'il ne parvenait pas à arrêter l'invasion, il n'aurait « aucun résultat » à montrer, seulement des remords. Les vues d'Ahmadinejad sur l'invasion russe contrastent fortement avec la position pro-russe officielle du gouvernement iranien d'Ebrahim Raïssi, qui a accusé l'OTAN et les États-Unis d'avoir déclenché la guerre,.

## Relations internationales

### Relation avec l'Arménie
La Syrie de Bachar el-Assad était favorable à l'Arménie dans sa lutte contre l'Azerbaïdjan. Les groupes affiliés au régime de Damas comme le Parti social nationaliste syrien et la Garde nationaliste arabe ont manifesté leur soutien à l'Arménie face à l'attaque de l'Azerbaïdjan en 2020.
En 2020, lorsque le conflit du Haut-Karabagh a éclaté, le président syrien Bachar el-Assad a exprimé son soutien à l'Arménie, accusant la Turquie d'envoyer des terroristes dans la région.
La position de l'Iran est plus nuancée. L'Iran et l'Azerbaïdjan sont deux pays à majorité chiite mais dont les politiques intérieures et internationales diffèrent fortement.
Durant la guerre de 2023 au Haut-Karabagh, Téhéran envoie un soutien actif à l'Arménie en contrepoids à l'Azerbaïdjan dont les relations sont tendues du fait que l'Azerbaïdjan est un proche allié d'Israël. Bien que l'Iran soutienne officiellement l'intégrité territoriale de l'Azerbaïdjan, la persécution des membres du Mouvement de résistance islamique d'Azerbaïdjan (une organisation et un groupe armé chiite azerbaïdjanais opposé au régime d'Ilham Aliyev) par le pouvoir de Bakou a augmenté l'hostilité entre les deux pays. L'Iran a menacé à plusieurs reprises l'Azerbaïdjan en cas d'attaque contre le corridor de Zanguezour et sa politique est agressive à l'égard de Bakou.

### Relation avec l'Irak
Lors de la formation de l'Axe de la résistance en 2002, l'Irak est alors dirigé par le dictateur Saddam Hussein dont les relations avec la Syrie et l'Iran sont exécrables depuis 1979. L'alliance entre l'Iran et la Syrie date de la prise de pouvoir de Saddam Hussein qui avait alors persécuté et condamné à mort les baasistes pro-syriens et les islamistes chiites.
À la suite de la chute de Bagdad, l'Iran et la Syrie vont soutenir plusieurs groupes d'insurgés anti-américains et anti-saddamistes (principalement chiites) pour éviter une trop forte présence américaine à leurs frontières respectives. À ce moment-là, l'Axe se consolide et va officiellement intégrer des factions irakiennes lors de la seconde guerre civile irakienne en soutenant l'état irakien et les milices chiites des Hachd al-Chaabi, entraînées et armées par l'Iran,, contre les forces de l'EI et de l'Armée des hommes de la Naqshbandiyya, formée par Ezzat Ibrahim al-Douri, l'ancien bras droit de Saddam Hussein en cavale.

### Relation avec les talibans afghans
Ali Akbar Velayati, conseiller du guide suprême Ali Khamenei, a décrit l'émirat islamique d'Afghanistan dirigé par les talibans comme faisant partie de l'Axe de la Résistance, avec l'Iran en son centre, une coalition de nations recherchant « la résistance, l'indépendance et la liberté ».
Cependant, Ismael Qaani, commandant de la Force Al-Qods, a déclaré en septembre 2021 que les conflits sectaires passés ont montré que le gouvernement taliban n'était « pas un ami de l'Iran ». En effet, l'Iran avait auparavant appuyé l'Alliance du nord contre le premier pouvoir taliban au début des années 2000 et les Hazaras chiites étaient persécutés par le régime du Mollah Omar. Par la suite, des affrontements frontaliers ont eu lieu durant le second pouvoir taliban rétabli en août 2021, en 2021 et 2023, faisant plusieurs morts des deux côtés.

### Dans la presse
- Hussein Abou Saleh, Comment l’Iran mobilise son « Axe de la Résistance » face à Israël, The Conversation, 2023. Lire en ligne
- L'Arabie saoudite accuse l'Iran et le Hezbollah d'aider les rebelles au Yémen, 2021, Le Figaro. Lire en ligne
- Piotr Smolar, « Israël décidé à contrer seul la présence iranienne en Syrie, 30 avril 2018, Le Monde. Lire en ligne
- « L’Iran serait-il derrière les sabotages de pétroliers aux Émirats Arabes Unis ? »,  Ouest France, 2019. Lire en ligne
- « Face à l’Iran, un système de défense commun israélo-arabe ? » , Courrier International, Lire en ligne
- Jacques Follorou, « Les services secrets français priés de modérer leurs critiques sur l’Iran », Le Monde, 2019, Lire en ligne
- Antoine Basbous : « La guerre secrète entre l’Iran et Israël peut déboucher sur un conflit ouvert, entraînant leurs blocs respectifs », Le Monde, 2022 Lire en ligne